# Paris-Roubaix 1973
La 71e édition de la course cycliste Paris-Roubaix a eu lieu le 15 avril 1973 et a été remportée pour la troisième fois, en solitaire, par le Belge Eddy Merckx.

## Classement final
|    | Cycliste            | Équipe                     | Temps           |
| -- | ------------------- | -------------------------- | --------------- |
| 1  | Eddy Merckx         | Molteni                    | 7 h 28 min 43 s |
| 2  | Walter Godefroot    | Flandria-Shimano-Carpenter | + 2 min 20 s    |
| 3  | Roger Rosiers       | Bic                        | + 2 min 20 s    |
| 4  | Walter Planckaert   | Watney-Maes                | + 7 min 18 s    |
| 5  | Freddy Maertens     | Flandria-Shimano-Carpenter | + 7 min 18 s    |
| 6  | Frans Verbeeck      | Watney-Maes                | + 7 min 46 s    |
| 7  | Roger De Vlaeminck  | Brooklyn                   | + 7 min 46 s    |
| 8  | Herman Van Springel | Rokado                     | + 7 min 46 s    |
| 9  | Régis Delépine      | Gan-Mercier-Hutchinson     | + 11 min 53 s   |
| 10 | Raymond Poulidor    | Gan-Mercier-Hutchinson     | + 11 min 53 s   |